# Philippe Katerine

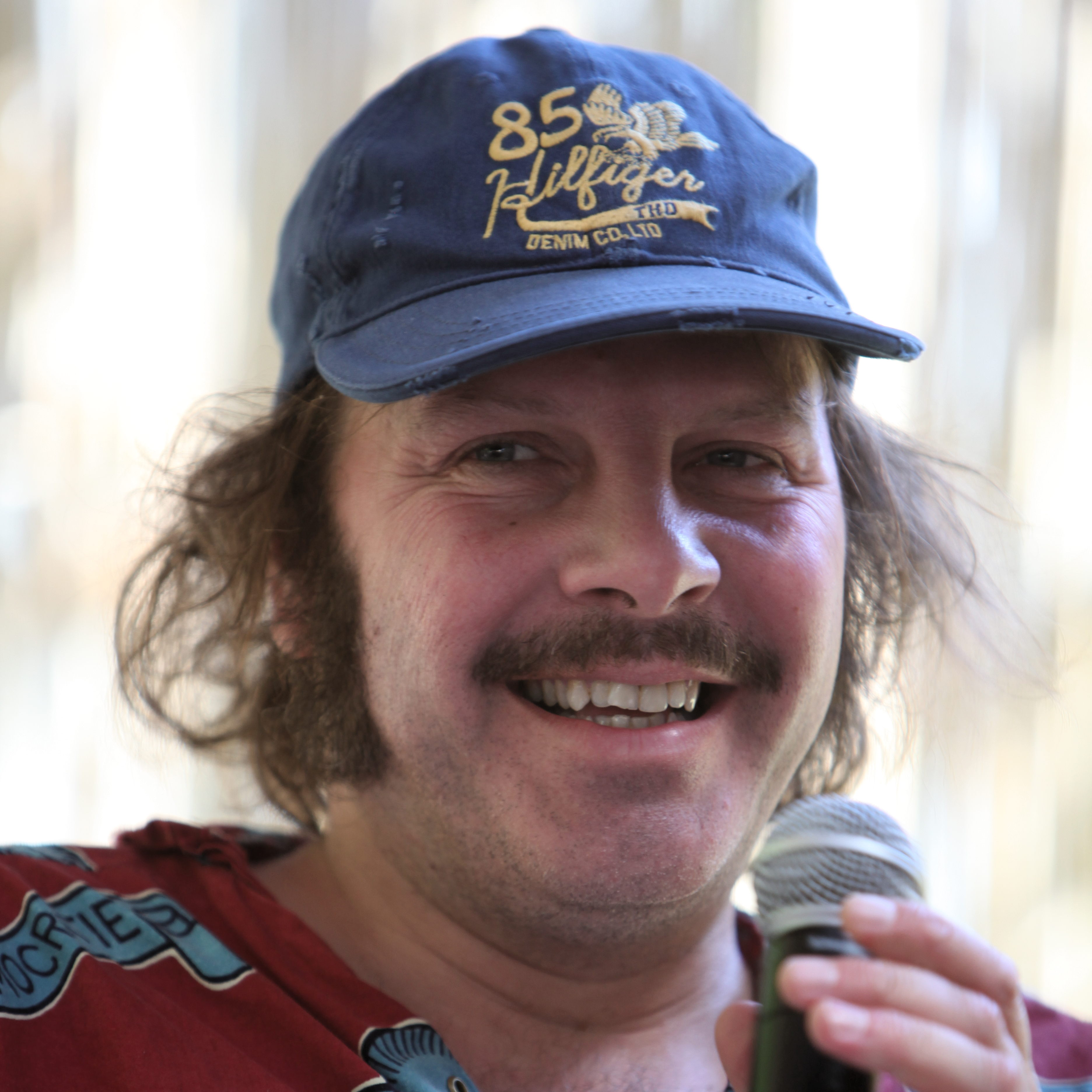
Philippe Katerine (2011)

Philippe Katerine (anhörenⓘ; * 8. Dezember 1968 als Philippe Blanchard in Thouars, Département Deux-Sèvres) ist ein französischer Liedermacher, Schauspieler und Schriftsteller.

## Leben
Philippe Katerine wuchs in Chantonnay im Département Vendée in einer streng katholischen und traditionellen Familie auf. Er begann sich früh für Kunst und insbesondere Musik zu interessieren. Er war in seiner Jugend aber auch ein talentierter und ambitionierter Basketballspieler. Nach dem Abitur studierte er in der zweiten Hälfte der 1980er Jahre Plastische Künste an der Université de Haute Bretagne Rennes 2.
Seine Karriere begann 1991 mit der Veröffentlichung seines ersten Albums Les mariages chinois, das in einer erweiterten Fassung 1992 unter dem Titel Les mariages chinois et la relecture neu aufgelegt wurde. Philippe Katerine war damals sehr schüchtern und zeigte sich kaum in der Öffentlichkeit. Zudem war er sich selbst im Unklaren bezüglich der Qualität seiner Arbeit. Erst 1994 erschien sein zweites Album L’éducation anglaise. Darauf begann er auch Lieder für andere Interpreten zu schreiben und zu komponieren. 1996 erschien erstmals eine aufwendige Produktion von Philippe Katerine mit größerem Orchester und Chor. Diese Aufnahme mit dem Titel Mes mauvaises fréquentations wurde vom Publikum sehr gut aufgenommen.

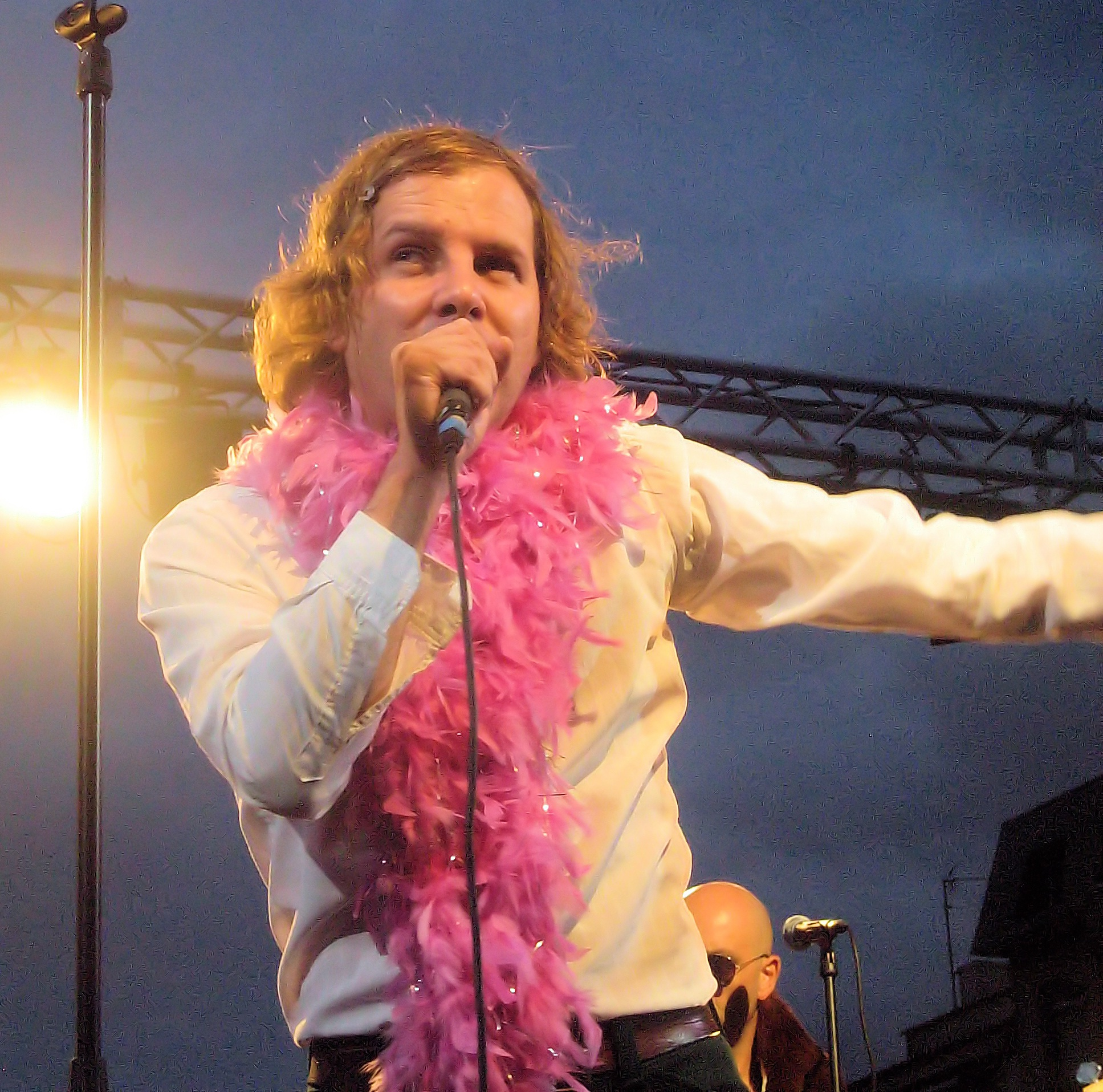
Philippe Katerine (2006)

1999 komponierte er für das Album Une histoire d’amour der dänischen Filmschauspielerin und Sängerin Anna Karina die Musik und ging anschließend mit ihr auf eine Konzerttournee. Philippe Katerine entdeckte an ihrer Seite seine Leidenschaft für das Kino und spielte seine ersten Filmrollen. 2001 war er im Kurzfilm Nom de code: Sacha von Thierry Jousse zu sehen. Parallel dazu schrieb er weiter Songtexte, zum Beispiel für den Musiker Bertrand Burgalat und komponierte für die belgische Sängerin und Filmschauspielerin Helena Noguerra. Nach der Aufnahme seines Albums 8ème ciel (‚8. Himmel‘) im Jahre 2002 sagte er über sich: „Ich fühle mich jetzt frei, als wäre eine Last von mir abgefallen.“ Sein 2005 veröffentlichtes Album Robots après tout machte ihn mit dem Song Louxor j’adore über sein angestammtes Publikum bekannt und brachte ihm 2006 im Musikwettbewerb Victoires de la Musique den Titel Aufsteiger des Jahres und eine Goldene Schallplatte ein. Im selben Jahr trat er am 30. Oktober in der Pariser Music Hall Olympia auf.
International (und damit auch in den deutschsprachigen Ländern) wurde Philippe Katerine im Jahr 2024 schlagartig bekannt, als er bei der Eröffnungsfeier der Olympischen Spiele in Paris, mit blauem Make-Up bemalt, ansonsten aber nur mit einer Unterhose bekleidet, in einer Szene zu sehen war, die ein Festmahl der Götter des Olymp um Dionysos darstellen sollte. Da sie bei einigen Prominenten, rechtsextremen Politikern und katholischen Würdenträgern Assoziationen mit dem Letztem Abendmahl von Leonardo hervorrief, wurde sie als skandalös kritisiert. In China dagegen wurde der Auftritt eher positiv gesehen und der Künstler als „blaues Dickerchen“ getauft.
Als Künstler ist Philippe Katerine ein Multitalent. Er veröffentlichte ein Buch mit eigenen Zeichnungen und Collagen. 2012 stellte er seine Werke in den Galeries Lafayette am Boulevard Haussmann aus. Die Ausstellung unter dem Motto Comme un ananas (‚Wie eine Ananas‘) zeigte neben Karikaturen der bekanntesten zeitgenössischen französischen Politiker (insbesondere die Protagonisten der politischen Rechte wurden aufs Korn genommen) Aquarelle mit Straßenszenen des 16. Arrondissement von Paris und eine Skulptur. Die Texte seiner Chansons muten oft bizarr an, thematisieren aber durchaus ernste Dinge wie zum Beispiel Politik und die Liebe.

### Familie
Philippe Katerine war einige Jahre mit der belgischen Sängerin und Schauspielerin Helena Noguerra verheiratet. Danach lebte er mit der französischen Schauspielerin und Sängerin Jeanne Balibar zusammen. Seit 2009 ist er mit Julie Depardieu liiert, die beiden haben zwei Kinder. Er ist Vater eines weiteren Sohnes, der 1993 geboren wurde.

## Filmografie (Auswahl)
- 2002: The Truth About Charlie
- 2005: Les invisibles
- 2005: Malen oder Lieben (Peindre ou faire l’amour)
- 2007: Kapitän Ahab (Capitaine Achab)
- 2008: Le voyage aux Pyrénées
- 2008: Louise Hires a Contract Killer (Louise-Michel)
- 2009: Von Liebe und Bedauern (Les regrets)
- 2010: Gainsbourg – Der Mann, der die Frauen liebte (Gainsbourg (Vie héroïque))
- 2010: Je suis un no man’s land
- 2013: Opium
- 2015: Gaz de France
- 2015: April und die außergewöhnliche Welt (Avril et le monde truqué)
- 2016: La tour 2 contrôle infernale
- 2016: Wohne lieber ungewöhnlich (C’est quoi cette famille?!)
- 2016: Hibou
- 2017: Meine schöne innere Sonne (Un beau soleil intérieur)
- 2017: Der kleine Spirou (Le petit Spirou)
- 2018: Die Welt gehört dir (Le monde est à toi)
- 2018: Ein Becken voller Männer (Le grand bain)
- 2018: Le poulain
- 2019: Yves
- 2019: C’est quoi cette mamie?!
- 2019: Notre Dame – Die Liebe ist eine Baustelle (Notre Dame)
- 2019: Merveilles à Montfermeil
- 2020: Le lion
- 2020: The Last Journey (Le Dernier Voyage de Paul W.R.)
- 2023: Asterix & Obelix im Reich der Mitte (Astérix et Obélix: L'Empire du Milieu)
- 2023: Diebinnen (Voleuses)
- 2024: Mein Leben, mein Ding (Ma vie ma gueule)

## Diskografie

### Studioalben
- 1991: Les mariages chinois
- 1993: Les mariages chinois et la relecture
- 1994: L’éducation anglaise
- 1996: Mes mauvaises fréquentations
- 1999: Les Créatures
- 1999: L’homme à trois mains

| Jahr | Titel                     | Höchstplatzierung, Gesamtwochen, AuszeichnungChartplatzierungen (Jahr, Titel, Platzierungen, Wochen, Auszeichnungen, Anmerkungen) | Höchstplatzierung, Gesamtwochen, AuszeichnungChartplatzierungen (Jahr, Titel, Platzierungen, Wochen, Auszeichnungen, Anmerkungen) | Höchstplatzierung, Gesamtwochen, AuszeichnungChartplatzierungen (Jahr, Titel, Platzierungen, Wochen, Auszeichnungen, Anmerkungen) | Anmerkungen                                         |
| Jahr | Titel                     | FR | BEW | CH | Anmerkungen                                         |
| ---- | ------------------------- | --- | --- | --- | --------------------------------------------------- |
| 2002 | 8ème ciel                 | FR82 (2 Wo.)FR | — | — |                                                     |
| 2005 | Robots après tout         | FR29 Gold · (97 Wo.)FR | — | — | Erstveröffentlichung: 10. Oktober 2005              |
| 2010 | Philippe Katerine         | FR9 (21 Wo.)FR | BEW23 (6 Wo.)BEW | CH75 (3 Wo.)CH | Erstveröffentlichung: 27. September 2010            |
| 2011 | 52 reprises dans l’espace | FR99 (3 Wo.)FR | — | — | Erstveröffentlichung: 3. Oktober 2011               |
| 2014 | Magnum                    | FR25 (5 Wo.)FR | BEW65 (6 Wo.)BEW | — | Erstveröffentlichung: 7. April 2014 als Katerine    |
| 2014 | Le film                   | FR36 (7 Wo.)FR | BEW63 (11 Wo.)BEW | — | als Katerine                                        |
| 2019 | Confessions               | FR13 Gold · (19 Wo.)FR | BEW37 (8 Wo.)BEW | CH63 (3 Wo.)CH | Erstveröffentlichung: 8. November 2019 als Katerine |
| 2024 | Zouzou                    | FR10 (8 Wo.)FR | BEW64 (4 Wo.)BEW | — | Erstveröffentlichung: 8. November 2024              |

### Livealben
| Jahr | Titel                     | Höchstplatzierung, Gesamtwochen, AuszeichnungChartplatzierungen (Jahr, Titel, Platzierungen, Wochen, Auszeichnungen, Anmerkungen) | Höchstplatzierung, Gesamtwochen, AuszeichnungChartplatzierungen (Jahr, Titel, Platzierungen, Wochen, Auszeichnungen, Anmerkungen) | Höchstplatzierung, Gesamtwochen, AuszeichnungChartplatzierungen (Jahr, Titel, Platzierungen, Wochen, Auszeichnungen, Anmerkungen) | Anmerkungen                            |
| Jahr | Titel                     | FR | BEW | CH | Anmerkungen                            |
| ---- | ------------------------- | --- | --- | --- | -------------------------------------- |
| 2007 | Border Live + Studio Live | FR97 (5 Wo.)FR | — | — |                                        |
| 2008 | Studiolive                | FR178 (3 Wo.)FR | — | — | Erstveröffentlichung: 27. Februar 2008 |

### Singles
| Jahr | Titel Album                                           | Höchstplatzierung, Gesamtwochen, AuszeichnungChartplatzierungen (Jahr, Titel, Album, Platzierungen, Wochen, Auszeichnungen, Anmerkungen) | Höchstplatzierung, Gesamtwochen, AuszeichnungChartplatzierungen (Jahr, Titel, Album, Platzierungen, Wochen, Auszeichnungen, Anmerkungen) | Anmerkungen                                      |
| Jahr | Titel Album                                           | FR | BEW | Anmerkungen                                      |
| ---- | ----------------------------------------------------- | --- | --- | ------------------------------------------------ |
| 2006 | Louxor j’adore (et je coupe le son) Robots après tout | FR36 (19 Wo.)FR | — | Erstveröffentlichung: 11. August 2006            |
| 2010 | La banane Philippe Katerine                           | — | BEW37 (3 Wo.)BEW | Erstveröffentlichung: 19. Juli 2010              |
| 2013 | Sexy Cool Magnum                                      | FR183 (1 Wo.)FR | — | Erstveröffentlichung: 28. Juni 2013 als Katerine |

### Gastbeiträge
| Jahr | Titel Album          | Höchstplatzierung, Gesamtwochen, AuszeichnungChartplatzierungen (Jahr, Titel, Album, Platzierungen, Wochen, Auszeichnungen, Anmerkungen) | Höchstplatzierung, Gesamtwochen, AuszeichnungChartplatzierungen (Jahr, Titel, Album, Platzierungen, Wochen, Auszeichnungen, Anmerkungen) | Anmerkungen            |
| Jahr | Titel Album          | FR | BEW | Anmerkungen            |
| --- | -------------------- | --- | --- | ---------------------- |
| Folgende Lieder erschienen nicht als Single, wurden aber durch das Album zum Download und Streaming bereitgestellt und konnten somit eine Platzierung erlangen: |                      | | |                        |
| |                      | | |                        |
| 2018 | Cinq doigts Jeannine | FR40 (3 Wo.)FR | — | Lomepal feat. Katerine |

## Publikationen
- 2007: Doublez votre mémoire, Denoël, journal graphique
- 2012: Comme un Ananas, Denoël, coll. « X-TREME », ISBN 978-2-207-11298-4.

## Auszeichnungen
- 2019: César, Bester Nebendarsteller, für Ein Becken voller Männer
- 2019: Nominierung Globes de Cristal, Bester Schauspieler (Komödie), für Ein Becken voller Männer